# Escudo de la Ciudad de México
El escudo de la Ciudad de México (también, escudo de armas de la Ciudad de México) es un símbolo heráldico que representa a la Ciudad de México, una de las treinta y dos entidades federativas de los Estados Unidos Mexicanos y capital federal del país. Fue concedido por el Rey Carlos I de España a dicha urbe el 4 de julio de 1523.[cita requerida]
El actual diseño del escudo del Ciudad de México fue establecido por decreto del entonces Jefe del Departamento del Distrito Federal, Óscar Espinosa Villarreal, el 13 de marzo de 1995, con la intención de proporcionar un diseño más adecuado a la reproducción por medios electrónicos. De conformidad con la legislación actual, el diseño y el uso del escudo se ajustará a lo dispuesto en el Manual de imagen gráfica del Gobierno del Distrito Federal, cuya elaboración, modificación y difusión estarán a cargo de la Dirección General de Comunicación Social del Gobierno del Distrito Federal, con base en diseños tipo que recurren a la heráldica civil y que se difunden a los medios y entidades del gobierno del Distrito Federal con base en manuales de identidad gráfica, con objeto de establecer claramente el uso y las características de los emblemas oficiales y particulares de cada administración.

## Diseño actual
El diseño del escudo de armas del Distrito Federal aparece definido en el decreto del 13 de marzo de 1995, como sigue:

El diseño se basa en proyecciones sombreadas de los principales elementos que constituyen el escudo otorgado a la ciudad en 1523, en la cual destacan el puente central, que se representa de frente como una faja que se cierra, mientras los laterales sólo presentan un arco entero y uno cortado que no toca el basamento cuadrado con semiarcos a los costados que sirve de base a una torre con una puerta y sin ventanas, coronado con tres almenas cuadradas, a sus lados se ubican las siluetas de dos leones rampantes, todo este conjunto se inscribe en un escudo español de color blanco, mientras las figuras antes mostradas son delineadas por líneas dobles rellenas con color negro al 100 %, al exterior y como una orla el escudo llevara una franja en color negro al 100 % sobre las cuales se situaran diez pencas de nopal las cuales serán delineadas por líneas dobles rellenas de color blanco, como diseño alterno la orla será de color blanco con un reborde con doble línea rellena en negro al 100 % y de igual manera será con las pencas de nopal, todo lo anterior sobre la base de las proporciones mostradas en el anexo gráfico A y B del presente decreto.

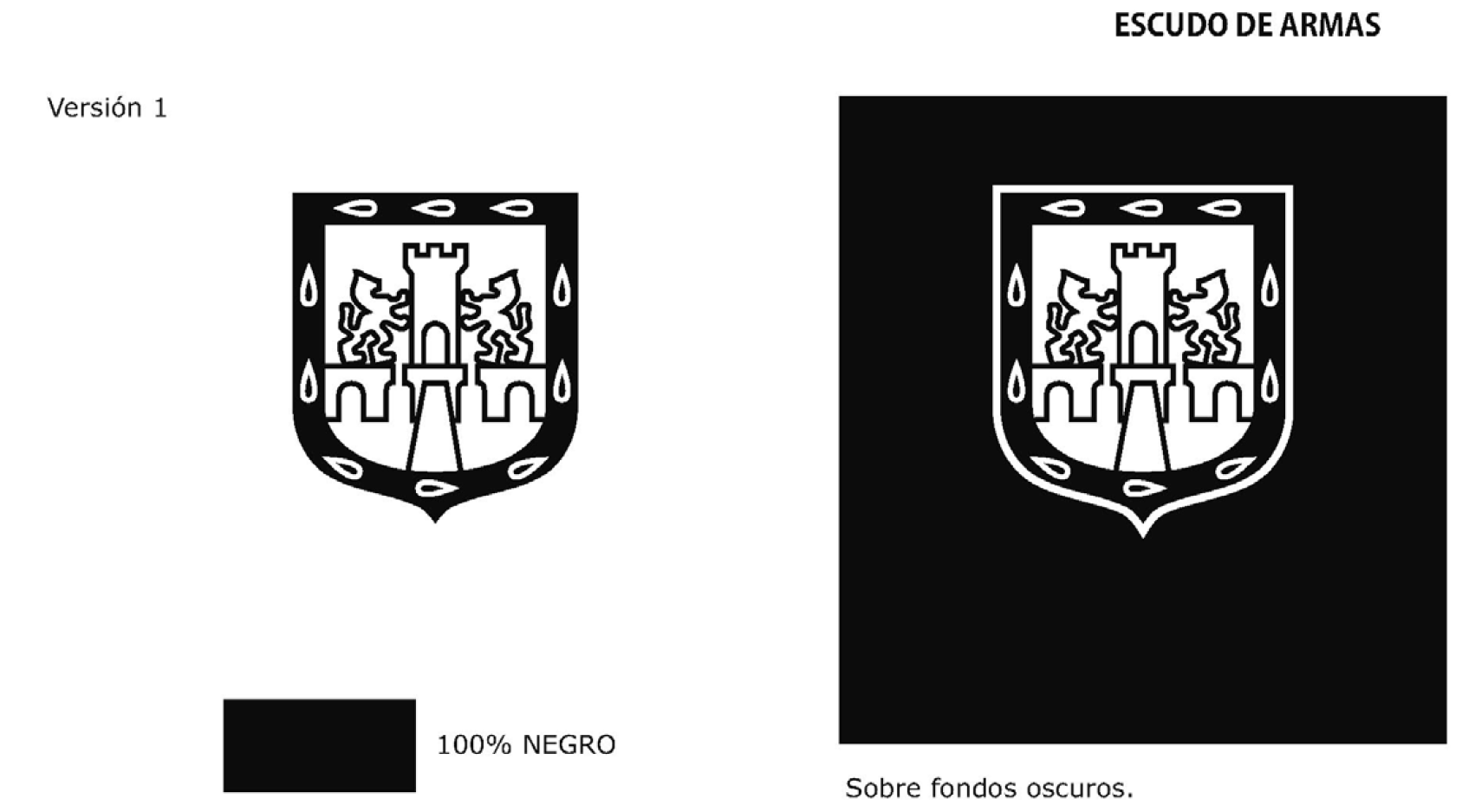
Primera versión del escudo de armas del Distrito Federal, en la página 18 del Manual de identidad gráfica del Gobierno del Distrito Federal.

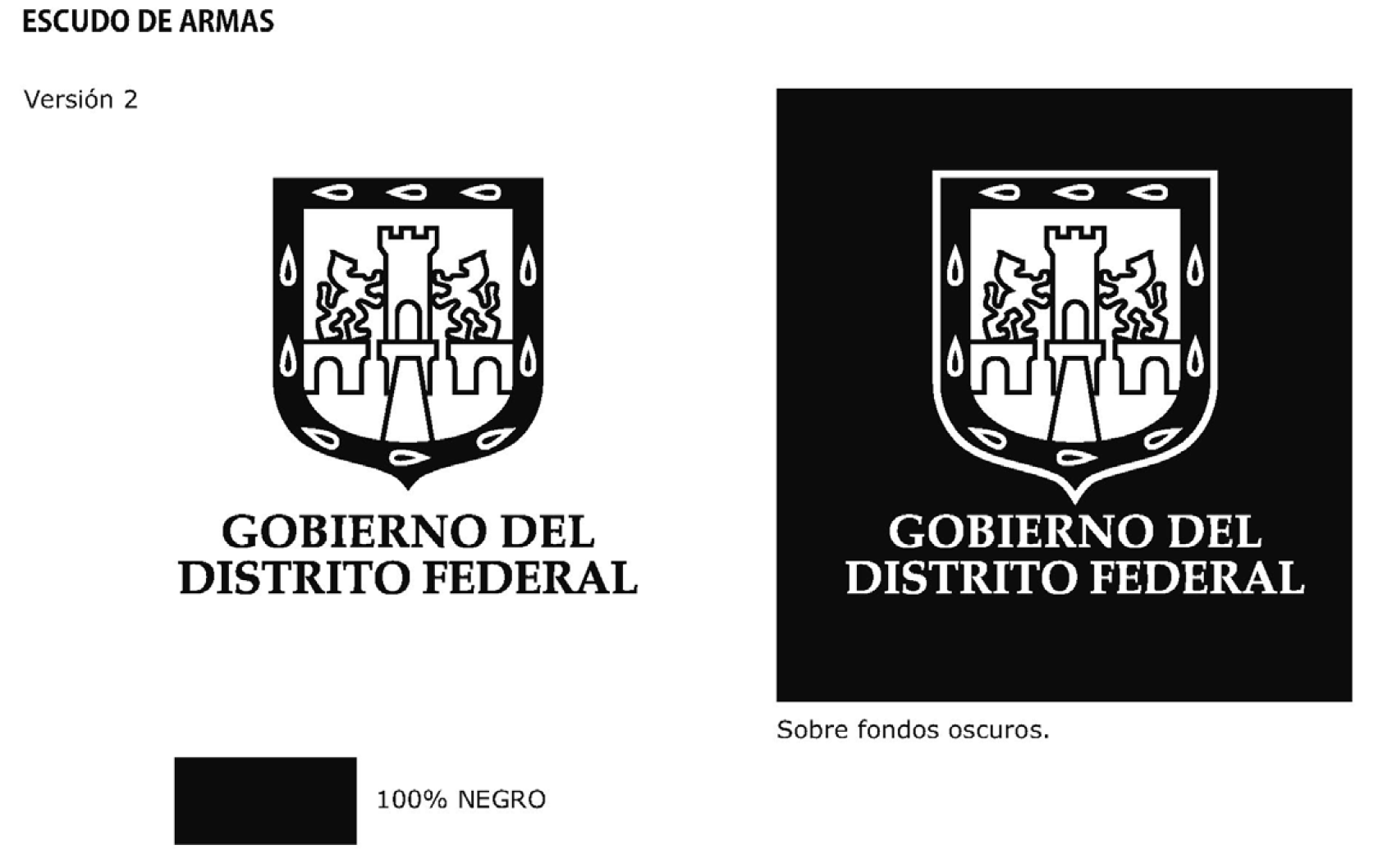
Segunda versión del escudo de armas del Distrito Federal, en la página 19 del Manual de identidad gráfica del Gobierno del Distrito Federal.

Este diseño ha sufrido modificaciones por parte del Gobierno del Distrito Federal, las cuales se dan a conocer públicamente por medio del Manual de Identidad Gráfica del Gobierno del Distrito Federal. El diseño oficial vigente tiene cuatro versiones, como se puede ver en las imágenes anexas del Manual de Identidad Gráfica vigente, publicado en la Gaceta Oficial del Gobierno del Distrito Federal número 571 el 20 de abril de 2009.
Uno de los autores que han investigado sobre el escudo de la Ciudad de México, Antonio Benigno Rubial García, dedujo que la religión vino a ser un componente vital en el trasfondo del emblema, ya que a través de esta, los conquistadores procuraban que los antiguos mexicanos tuvieran temor al castigo divino en caso de desobediencia hacia los reyes españoles, que ya de hecho demostraban su poderío económico sobre los indígenas. Los frailes franciscanos son un ejemplo de estas órdenes religiosas en la Nueva España, que llegaron a México y profesaban gran devoción a la Virgen María, y los pueblos indígenas quedaron congregados alrededor de ellos. Con esto en mente, pudo entender cómo influían sobre la mentalidad local, al solicitar al rey español en turno el diseño de un escudo propio que los identificara como ciudad.[cita requerida]
Por otra parte, el investigador González Angulo observa que la “historia del escudo de armas de la Ciudad de México ejemplifica esta ambigüedad”. El 17 de diciembre de 1523, el rey de España, Carlos V, decide otorgarle a la ciudad un escudo que la distinga: que tengan, por sus armas conocidas un escudo azul, de color de agua, en señal de la gran laguna, en que la dicha ciudad está edificada, y un castillo dorado en medio, y tres puentes de piedra de cantería, que van a dar en el dicho castillo y en cada una de las dichas dos puentes, un león levantado que haga con las uñas de dicho castillo, de manera que tengan los pies en la puente y los brazos en el castillo, en señal de la victoria que en ella obtuvieron los dichos cristianos; y por orla, diez hojas de tuna, verdes, con sus abrojos, que nacen en dicha provincia, en el campo.[cita requerida]
Los dos leones rampantes, plasmados en el emblema de la Ciudad de México, definieron el dominio de la ideología religiosa que los conquistadores españoles importaban de sus tierras natales. Si bien es cierto que tal escudo, otorgado desde sus inicios, representó la paz y la unión para los pueblos súbditos, también entrañaba el significado del temor a un dios poderoso: la conquista a nivel terrenal y la conquista a nivel celestial. Le llamaría una "conquista integral", la cual no permitiera ningún ápice de rebeldía al sistema de la dinastía extranjera dominante.[cita requerida]

## Historia
Entre 1325 y 1521 la Ciudad de México o México-Tenochtitlan se identificaba en códices a través la representación toponímica de un nopal de tres hojas con fruto en flor sobre el signo de la tierra, como se puede ver, por ejemplo, en los códices Ramírez, Osuna y Durán.

Escudo de la México (ciudad) en la Nueva España decretado por el rey Carlos I de España.

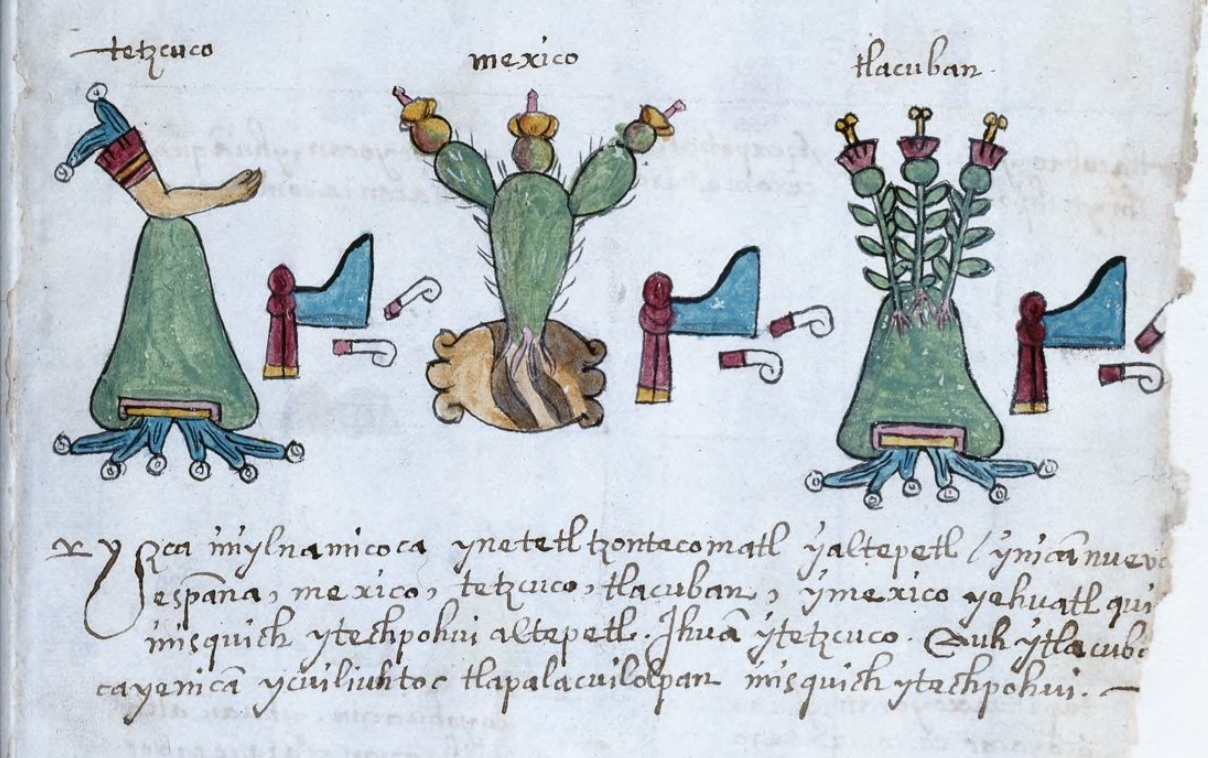
Representación topográfica de la Ciudad de México en el Códice Osuna.

Al conquistar la Ciudad de México y el imperio Mexica, el monarca español, en la tradición europea, otorga un escudo de armas a la Ciudad de México, y en su decreto señala que:

"Don Carlos, por la Gracia de Dios, Rey de Romanos Emperador. Semper Augusto, y Doña Juana su Madre, y el mismo Don Carlos, por la misma Gracia: Reyes de Castilla de León, de Aragón, de las dos Sicilias... en nombre de Vos, el Consejo, Justicia, Regidores, Caballeros, Escuderos, Oficiales y Hombres buenos, de la Gran Ciudad de ‘’'Tenoxtitlán-México’’', que es, en la Nuestra Nueva España, que es fundada, en la Gran Laguna, nos hicieron relación, que después, que la dicha Ciudad, fue ganada, por los Cristianos españoles, Nuestros Vasallos; en nuestro Nombre, hasta ahora no habíamos Mandado, dar, y Señalar Armas, y Divisas, que trajesen, en sus Pendones, y pusiesen en sus Sellos, y en otras, partes, donde las Ciudades, y Villas, de estos Reynos las acostumbran poner y traer, y nos suplicaron, por Merced; diésemos, y señalásemos Armas, para que trajesedes, en los Pendones, de la dicha Ciudad, y se pusiesen, en su sello; y en las otras Cosas, partes, y lugares, donde fuese necesario; y Nos, considerando, como la dicha Ciudad, es tan insigne, y Noble, y el más principal Pueblo, que hasta ahora, en la dicha Tierra, por Nos, se ha hallado Poblado; que esperamos, que será, para Servicio Nuestro, Señor, y enzalzamiento de su Santa Fe Católica, y honra, y acrecentamiento, de Nuestros Reynos, acatando los trabajos y peligros, que en ganalla, los Cristianos españoles, Nuestros Vasallos han, pasado, y sus servicios, y porque,es cosa justa, y razonable, que los que bien sirven, sean honrados y favorecidos de sus Príncipes; por la mucha voluntad, que tenemos, que la dicha Ciudad, sea más noblecida y honrada, tovímoslo, por bien, y por la presente, hacemos Merced, y señalamos, "

Para luego proseguir con el diseño del escudo…

Que tengan por sus Armas conocidas un escudo, azul, de color de Agua, en señal de la Gran Laguna, en, que la dicha Ciudad esta edificada, y un Castillo, dorado, en medio, y tres Puentes de Piedra de canteria, y en que van a dar en el dicho castillo, las dos, sin Ilegar a él, en cada una de las dichas dos Puentes, que han de estar a los la-dos, un León Rampante, que hazga con la uñas en dicho castillo, de manera, que tengan los pies, en la puente, y los brazos en el castillo, en señal, de la Victoria, que en ella hubieron los dichos, Cristianos, y por la Orla, Diez hojas de Tuna, verdes, con sus abrojos, que nacen, en la dicha Provincia en Campo Dorado; en un Escudo a tal como éste, las cuales Armas y Divisa, damos a la dicha Ciudad, por sus Armas conocidas, por las que podáis traer, poner, e trayais, é pongais, en los Pendones, y Sellos, y Escudos, y Banderas, de ella, y en otras partes, donde quisiederes, y fueren menester; e según e como e de la forma y manera, que las traen, y ponen las otras ciudades, de estos dichos nuestros Reinos de Castilla, a quien tenemos dado armas... Dada en la Villa de Valladolid, a cuatro días del mes de Julio; Año del Nacimiento de Nuestro Salvador Jesucristo, de mil e quinientos veinte e tres años. Yo el Rey.

Escudo virreinal del Reino de México, uno de los reinos y provincias del por ese entonces Virreinato. Análogo al actual Estado de México.

El uso del escudo se mantuvo durante toda la Nueva España, como se puede ver en las banderas realistas de la Guerra de Independencia y en las representaciones de las procesiones del 13 de agosto a San Hipólito, mas en la época independiente este era constantemente abandonado durante los periodos republicanos, y se prefería entonces el escudo del Ayuntamiento de México, el cual incluía un águila nacional.
Fue así como durante el periodo porfirista se abandonó totalmente el uso del escudo de la Ciudad de México y en su lugar se usó, en los papeles oficiales y en las ceremonias, el Escudo Nacional, y se reservó únicamente a los cuerpos de cabildo el uso del escudo de su ayuntamiento, que formaba parte del Distrito Federal.

Escudo dado al Ayuntamiento de la Ciudad de México por la monarquía española en 1534.

En 1929, con la desaparición de los ayuntamientos que formaban el Distrito Federal y su conversión en delegaciones políticas, se vuelve a tomar el escudo de armas de la Ciudad de México como emblema del Municipio de México, el cual para entonces es llamado Departamento Central, y se empieza a usar como emblema no oficial del Distrito Federal por particulares.

Logo basado en el escudo oficial del Departamento del Distrito Federal usado en 1986 durante la regencia de Ramón Aguirre Velázquez.

Entre 1929 y 1995 el Departamento del Distrito Federal estableció diferentes símbolos como escudo oficial, la mayor parte de los cuales eran compuestos por las letras de sus iniciales (D.D.F.), y se usaban, para la composición, las combinaciones de colores negro y blanco, negro y anaranjado o negro y rosa mexicano, y esta última era la más común. En 1970, con la desaparición del Departamento Central y su división en las delegaciones Miguel Hidalgo, Benito Juárez, Cuauhtémoc y Venustiano Carranza y con la modificación del artículo 44 de la Constitución Política de los Estados Unidos Mexicanos y de la Ley Orgánica del Departamento del Distrito Federal, el escudo de la Ciudad de México empezó a ser usado indistintamente por las dependencias del Departamento del Distrito Federal como escudo del Distrito Federal.
Este escudo no oficial es similar a los escudos españoles, pero más cuadrado, con una torre de cantería en vez de un castillo, que debe tener tres torres, con una sola ventana y sin base, por lo que los puentes parecen llegar a la torre a una altura superior a su base. El puente central, por su parte, se representa oblicuo y ostenta dos arcos abajo; la orla que lo rodea se extiende hasta el borde del escudo.
En el 670.º aniversario de la fundación de la Ciudad de México, celebrada el 13 de marzo de 1995, el entonces jefe del Departamento del Distrito Federal, el licenciado Óscar Espinosa Villarreal, establece oficialmente al escudo de la Ciudad de México como escudo del Distrito Federal de México, con base en la modificación del artículo 44 de la Constitución Política de los Estados Unidos Mexicanos.
Este escudo se caracterizaba por tener nueve pencas de nopal en vez de las tradicionales diez que tenía el diseño original, y representaba además a los leones con una lengua.
En marzo de 1997, el entonces jefe de Gobierno del Distrito Federal, el ingeniero Cuauhtémoc Cárdenas Solórzano, modificó el decreto del 13 de marzo de 1995, con el cual se agregó la décima hoja de nopal, la firma del jefe de Gobierno del Distrito Federal y una pleca inferior, esta última para conferirle estabilidad al diseño.
Con el gobierno de Andrés Manuel López Obrador, en el 2000, se le agrega al escudo una estilización de la primera hoja del Códice Mendocino, y se representa con colores ocre, verde y negro sobre fondo blanco. Esta forma del escudo no fue bien aceptada y se dejó como un logotipo de la administración 2000–2006.
Con la entrada de la administración 2006-2012 se volvió al escudo en negro y blanco, sin la estilización del Códice Mendocino, y se estableció el uso de una representación de la victoria alada presente en el Monumento a la Independencia de la Ciudad de México como logotipo de esa administración. Es interesante el hecho de que desde el año 2000 las administraciones del Distrito Federal han agregado una especie de sello, llamado oficialmente complemento, usada en papelería y documentación no oficial (en la publicidad, por ejemplo). El complemento dice: "Ciudad con Equidad".

## Controversias

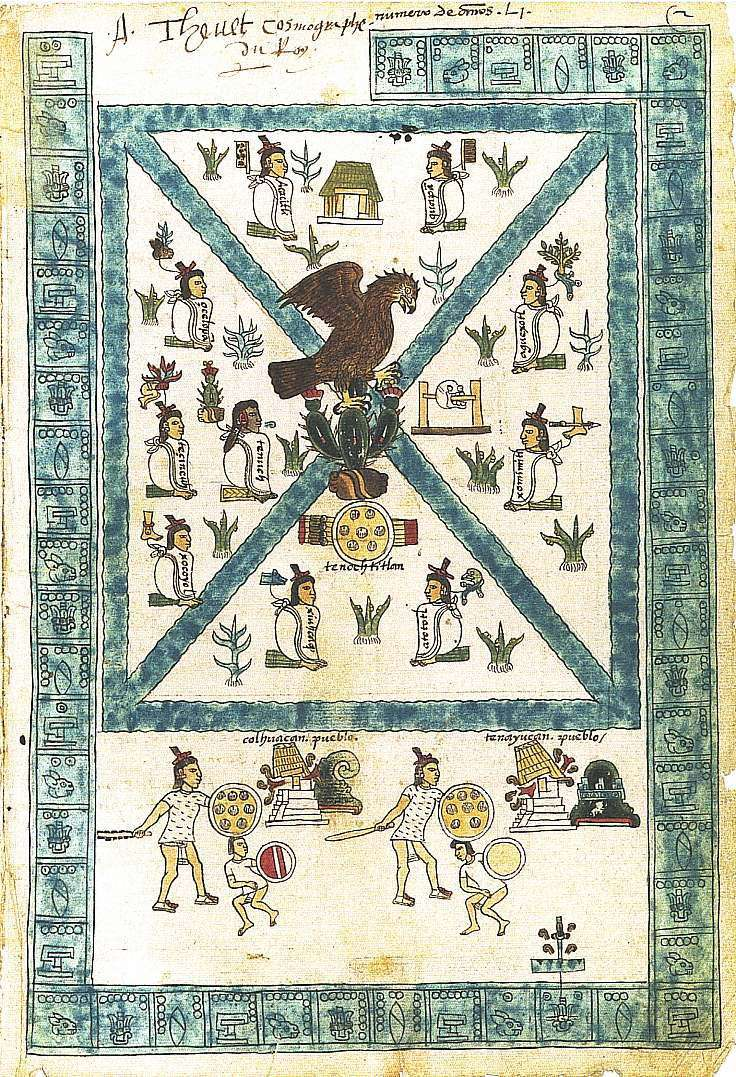
Folio 2 del Códice Mendoza usado como escudo no oficial de la Ciudad de México.

El uso del escudo de la Ciudad de México como escudo oficial del Distrito Federal de México ha provocado varias controversias. Por ejemplo, algunas ciudades del Distrito Federal, más antiguas incluso que la propia Ciudad de México, algunas de ellas hoy denominadas oficialmente delegaciones políticas, como Coyoacán, Azcapotzalco, la Villa de Guadalupe, Tlalpan o Xochimilco, en varias ocasiones se han opuesto a su uso, ya que lo consideraron una imposición centralista, y fue éste uno de los motivos por los que la administración porfirista abandonó su uso oficial.
Ya en el siglo XX, con la celebración del centenario de la independencia, se abrió en 1910 un concurso de diseño para cambiar el escudo de la Ciudad de México, ya que se consideraba ofensivo el uso de un escudo que significaba el dominio español de la Ciudad de México. Este concurso no llegó a concluirse por la Revolución mexicana.
En 1997, con la primera elección de un jefe de Gobierno del Distrito Federal, se levantaron varias voces para realizar el cambio de escudo, el cual era identificado con la ideología derechista, contraria al partido que ganó la elección. Así, durante la administración de Andrés Manuel López Obrador se intentó cambiarlo por un escudo basado en la segunda foja del códice Mendocino.

## Escudos históricos

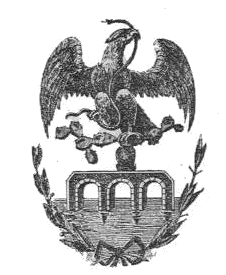
Escudo no oficial de la Ciudad de México y el Distrito Federal, que incluso se encuentra en el primer diseño del actual Escudo del estado de México entre 1941 y 1977.
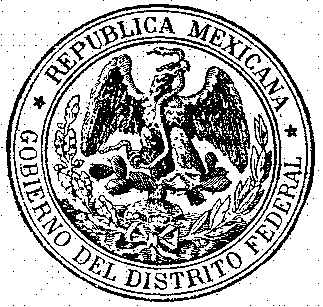
Escudo oficial del Distrito Federal entre la mitad del siglo XIX y la década de 1960.
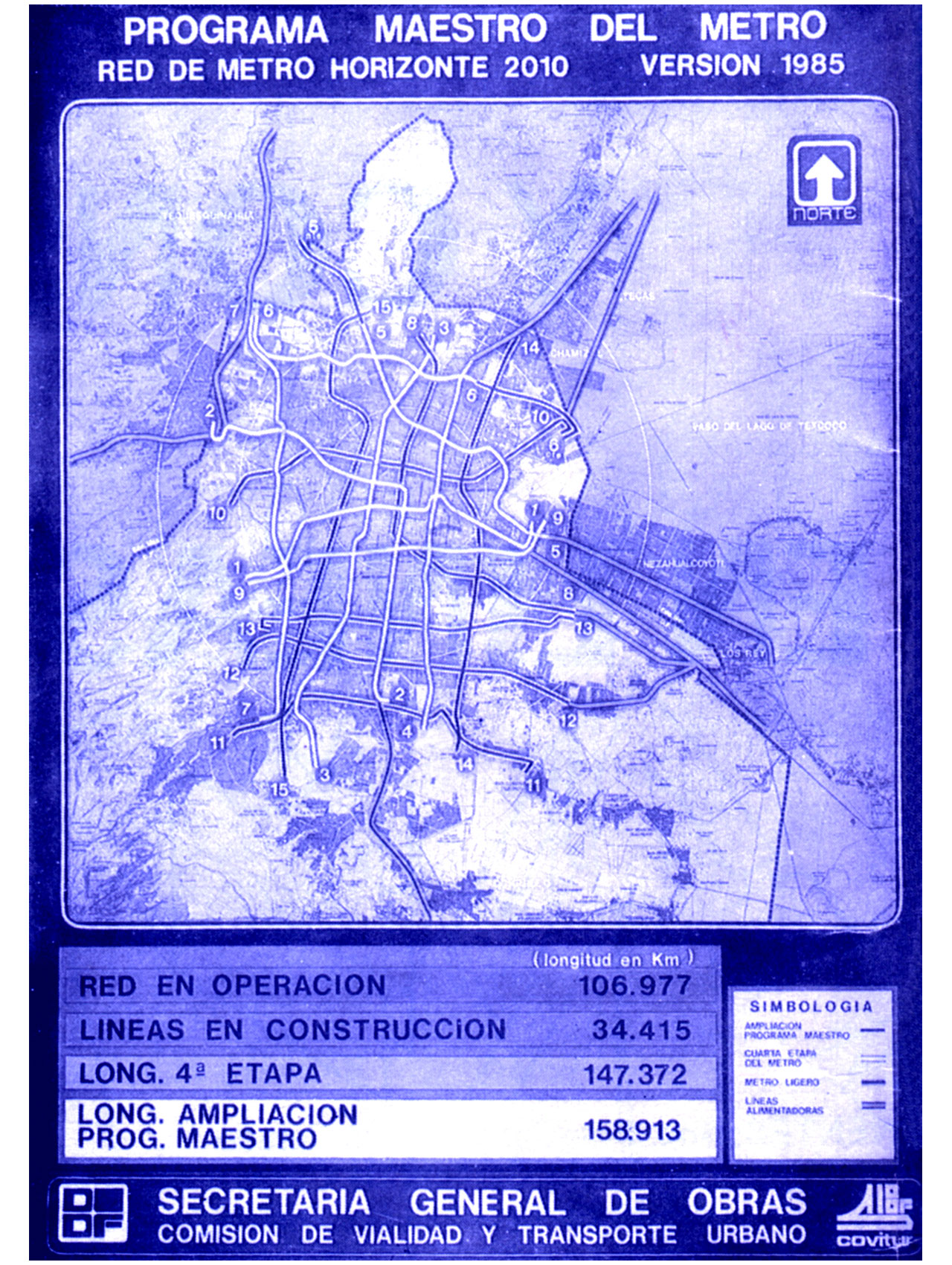
Esquema del Programa Maestro del Metro, versión 1985. Véase, en la parte inferior izquierda, el antiguo escudo del Departamento del Distrito Federal, vigente con varias modificaciones entre 1940 y 1994.
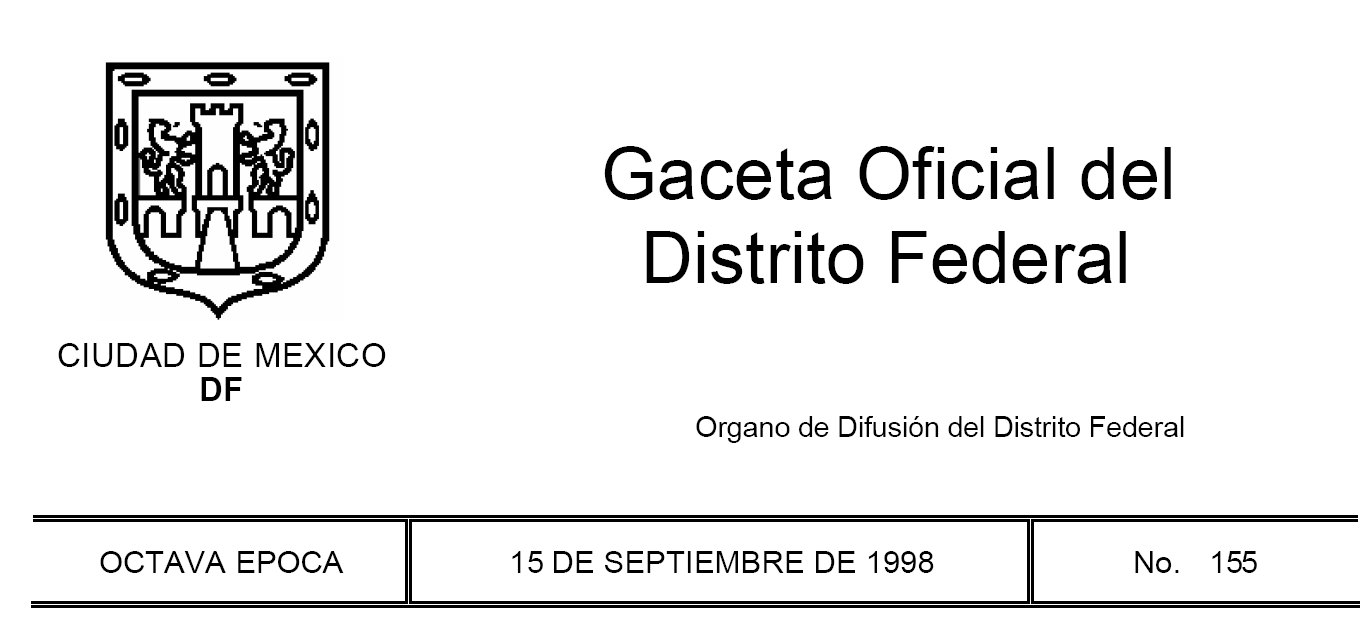
Versión original del escudo de armas del Distrito Federal usada en 1998, en un ejemplar de la Gaceta Oficial del Gobierno del Distrito Federal. Nótese que sólo tiene nueve hojas de nopal.
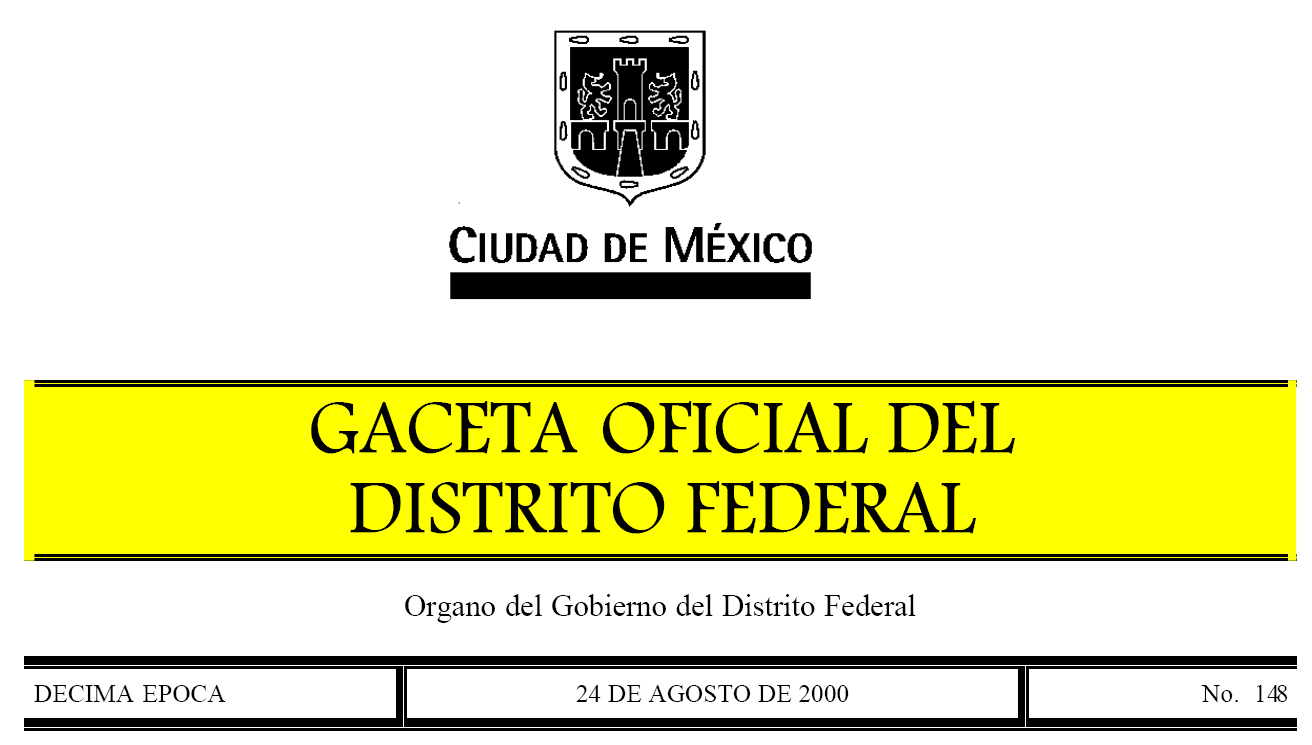
Versión del escudo de armas del Distrito Federal usada en 2000, durante el gobierno del ingeniero Cuauhtémoc Cárdenas Solórzano en un ejemplar de la Gaceta Oficial del Gobierno del Distrito Federal. Nótense las diez hojas de nopal y la ausencia de las lenguas en los leones.
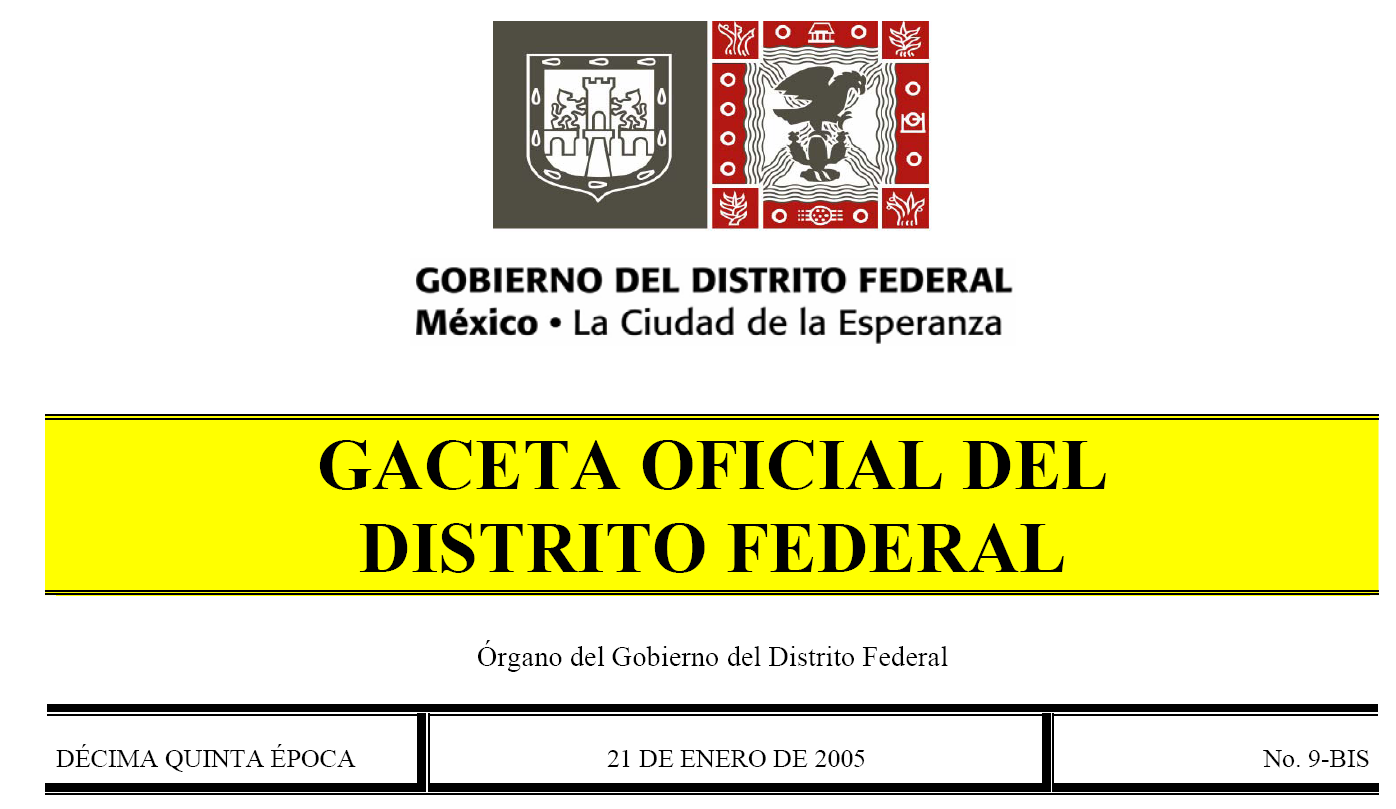
Versión del escudo de armas del Distrito Federal usada en 2005, durante el gobierno de Andrés Manuel López Obrador en un ejemplar de la Gaceta Oficial del Gobierno del Distrito Federal. Nótese la estilización de la segunda foja del Códice Mendoza.
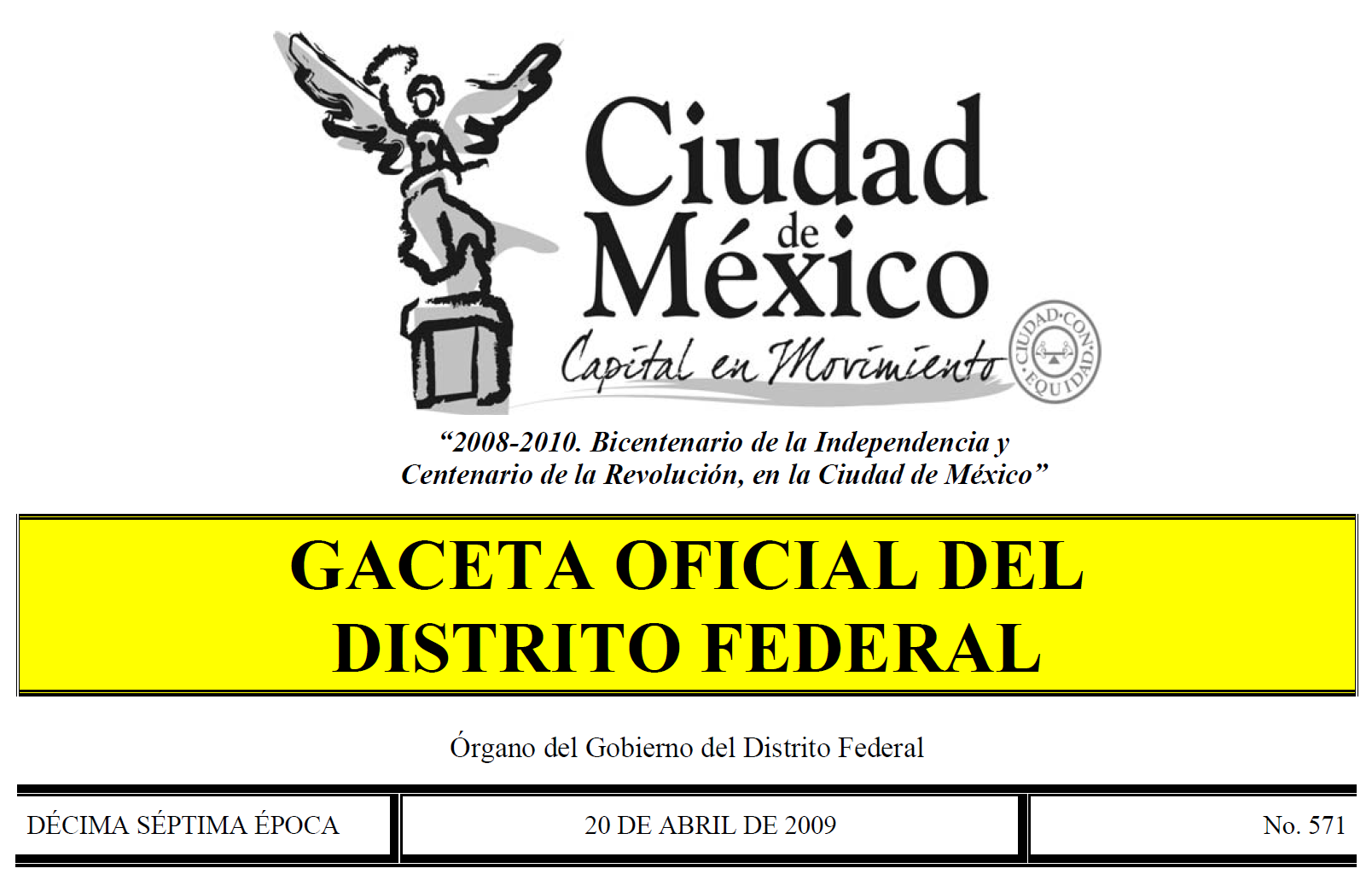
Reemplazo del escudo de armas del Distrito Federal por el logo de la administración 2006-2012 del gobierno del Distrito Federal, encabezada por Marcelo Ebrard Casaubón, en un ejemplar del año 2000 de la Gaceta Oficial del Gobierno del Distrito Federal.
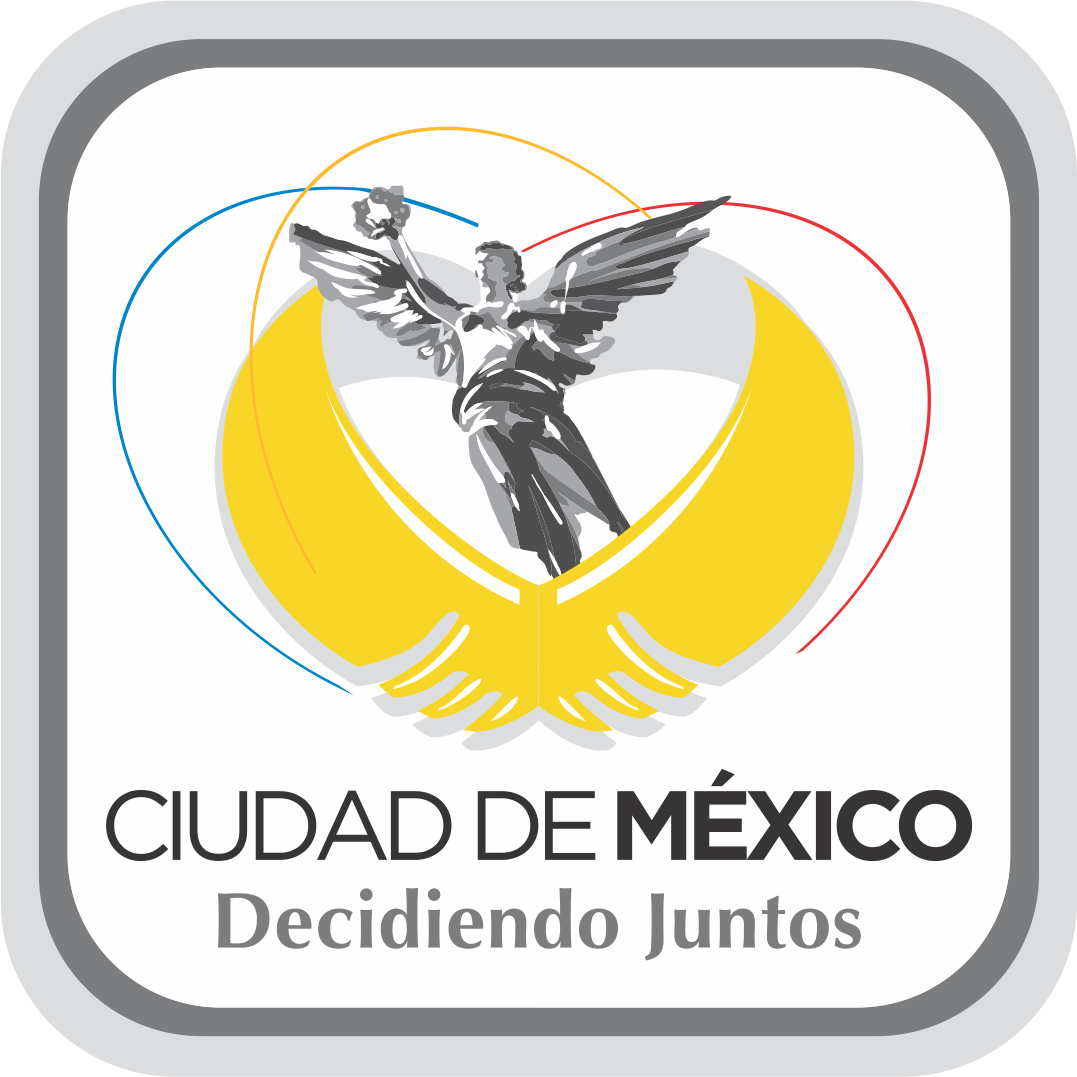
Logo de la administración del Distrito Federal 2012-2018, encabezada por Miguel Ángel Mancera.
Logo de la administración de la Ciudad de México 2018-2024, encabezada por Claudia Sheinbaum.

## Escudos de armas de las alcaldías de la Ciudad de México

Escudo otorgado a la entonces ciudad de Coyoacán el 24 de julio de 1561 por Felipe II y que les sirvió como escudo municipal hasta 1928, cuando se convirtió en delegación.[12]
Escudo otorgado a la entonces ciudad de Xochimilco el 4 de marzo de 1559 por Felipe II. Usado durante el régimen municipal cuando Xochimilco fue cabecera de municipio o prefectura, es objeto actualmente de una especie de disputa entre Milpa Alta y Xochimilco.[13]
Escudo usado por los habitantes de la entonces Villa Azcapotzalco, sobre todo en la época virreinal. Este escudo es una mezcla de elementos indígenas y españoles, y su versión más conocida aparece en el llamado Círculo del Tepanecayotl, aunque se le puede ver en varias casas de Azcapotzalco.[14]
Escudo heráldico de la Villa de Guadalupe, otorgado por la Corona Española en 1790.[15]
Escudo de la villa de Tacuba, otorgado en 1564, junto con el nombramiento como ciudad para Tacuba, y usado como escudo municipal hasta el 31 de diciembre de 1928, cuando el municipio se suprimió.[16][17]

Nota: Estas ciudades administraban un territorio municipal hasta la reforma política de 1929, cuando por decreto se transformaron en entidades administrativas sud-municipales, llamadas formalmente Delegaciones Políticas.

## Uso del escudo

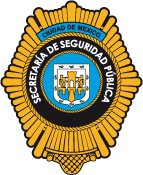
Escudo de la Secretaría de Seguridad Pública del Distrito Federal, (Policía Local), usado desde 1981. Al centro, puede verse la versión antigua del escudo usado para referirse el Departamento Central.